# Spermophorides lanzarotensis
Spermophorides lanzarotensis là một loài nhện trong họ Pholcidae. Loài này có ở quần đảo Canaria.